# Viborg

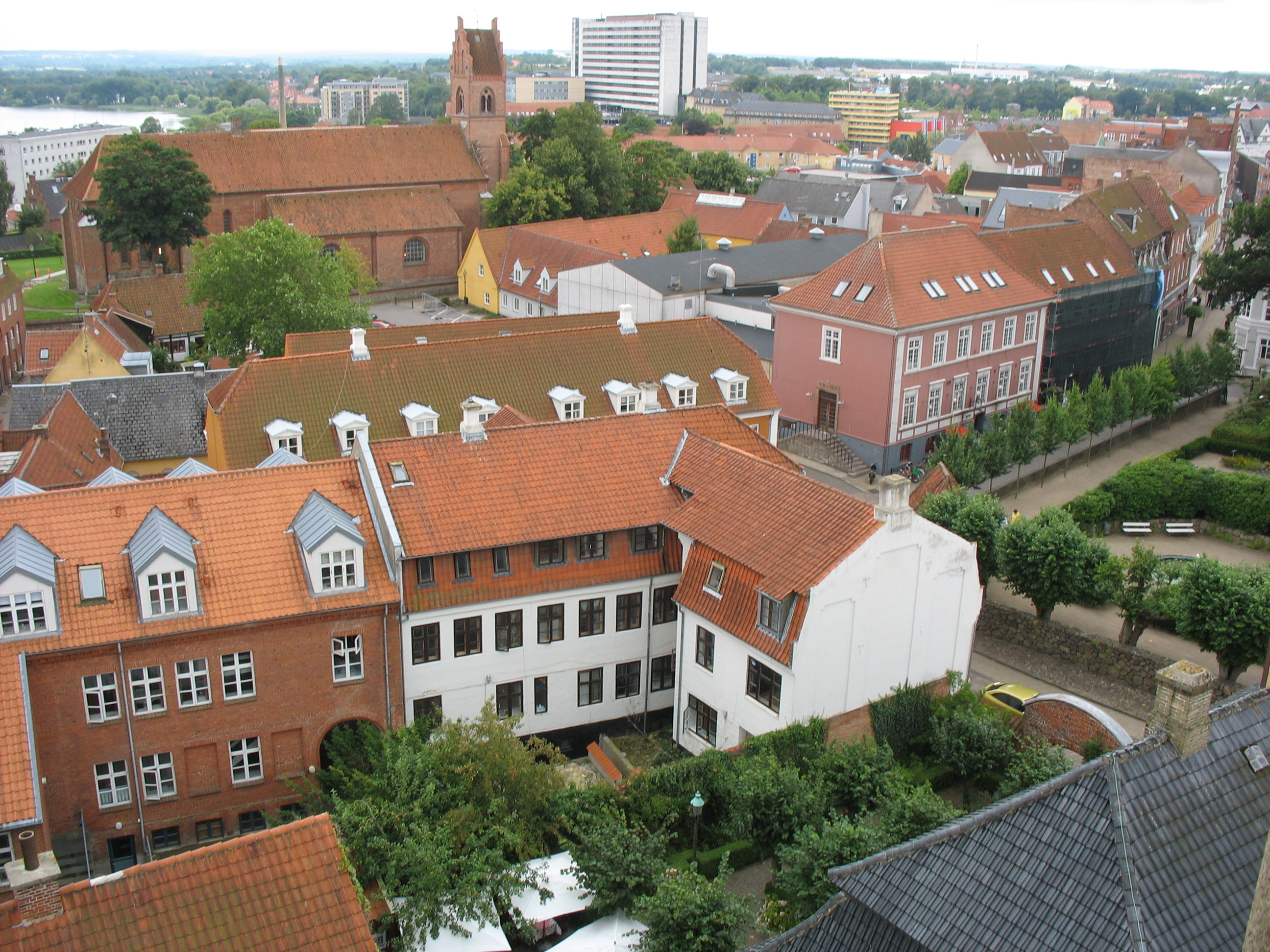
Widok centrum miasta

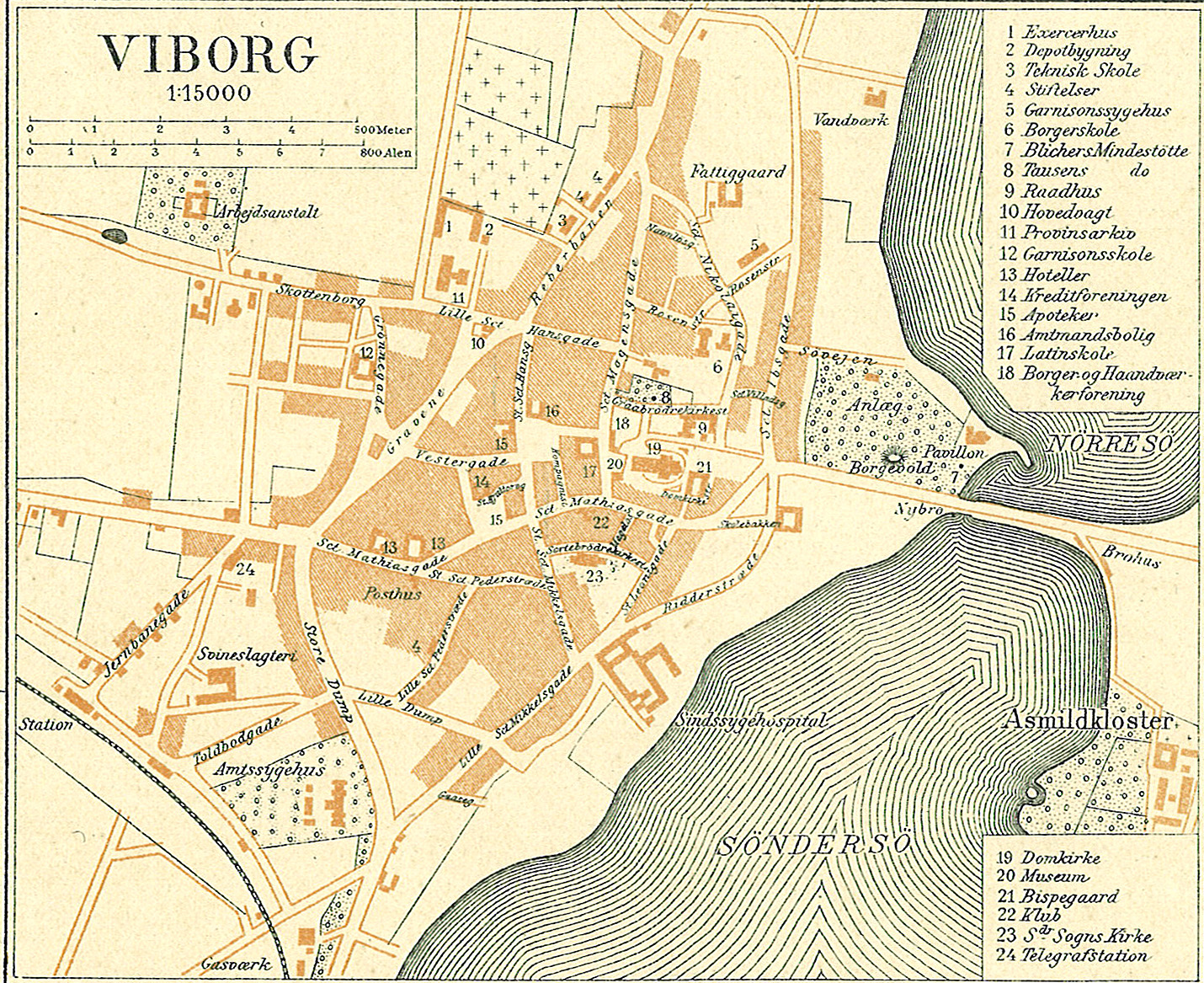
Plan miasta z przeł. XIX i XX w.: nr 19 - katedra, nr 23 - kościół podominikański (Søndre Sogns kirke)

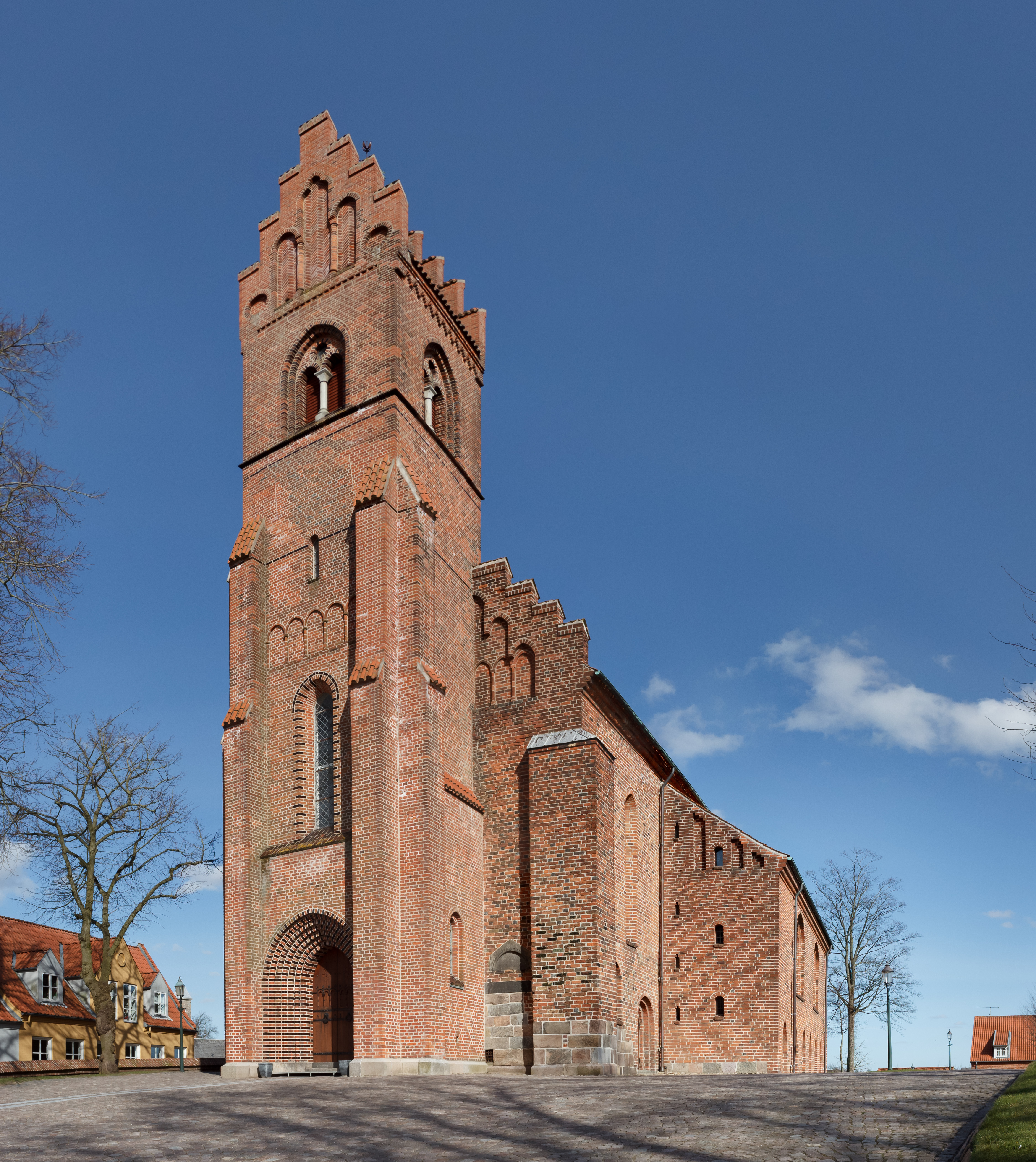
Kościół podominikański w Viborgu (Søndre Sogns kirke lub Sortebrødre kirke)

Viborg − miasto w Danii, siedziba gminy Viborg i regionu Jutlandia Środkowa. Znajduje się tutaj siedziba Zachodniego Sądu Okręgowego (Vestre Landsret).

## Geografia
Viborg położony jest w północnej części środkowej Jutlandii, nad jeziorami Nørresø i Søndersø. Miasto leży mniej więcej w połowie drogi między Randers (44 km) i Holstebro (62 km), kilkanaście kilometrów na południe od fiordu Hjarbæk Fjord.

## Historia
Ślady osadnictwa ludzkiego w okolicach Viborga datują się od epoki żelaza. W czasach pogańskich składano tutaj ofiary. Od XI w. miasto było siedzibą biskupa, a od 1150 r. ośrodkiem handlowym. Viborg posiadał także mennicę, założoną przez Kanuta Wielkiego. Od średniowiecza Viborg był miejscem zwoływania zgromadzenia narodowego, na którym również wybierano i obwoływano królów. Pierwsza taka elekcja, o której istnieją zapiski odbyła się w 1027 r., kiedy królem obwołano Hardekanuta. Rolę miasta sejmowego Viborg utracił w 1805 r., ale od 1660 r. nie obwoływano już tutaj królów w zw. z wprowadzeniem w Danii monarchii absolutnej. Ostatnim królem obwołanym w Viborgu był Chrystian V w 1655 r. W 1103 r. król Eryk I pożegnał się w Viborgu z mieszkańcami przed swoją pielgrzymką do Ziemi Świętej, z której już nigdy nie wrócił. W katedrze w Viborgu w Boże Narodzenie 1259 r. koronowano na króla Danii Eryka V i była to jedyna koronacja w tym mieście. W 1501 r. pożar strawił sporą część miasta, łącznie z katedrą. W 1567 r. spłonęła wschodnia część miasta.
Hans Tausen w 1528 roku rozpoczął tutaj głoszenie swoich kazań w duchu luteranizmu, co zapoczątkowało reformację w Danii. Jego kazania były drukowane przez założoną tego samego roku pierwszą drukarnię w Viborgu. Po reformacji z 5 klasztorów i 12 kościołów, które posiadało miasto, ocalały jedynie kościół dominikański (z 1227 r.) i klasztor franciszkański (z 1235 r.), oraz katedra. W tym okresie Viborg stał się największym miastem na Jutlandii, ale podupadł w XVII i XVIII w. Jedną z przyczyn były pożary: w 1615, spowodowany przez rusznikarza, który wypróbowując strzelbę strzelił w strzechę, która się zapaliła; następny w 1667, oraz wielki pożar Viborga w dn. 25-26 czerwca 1726 r., który strawił całe niemal miasto, a wybuchł w lokalnym browarze w okresie wielkiej suszy i łatwo się rozprzestrzenił dzięki silnie wiejącym wiatrom. Pastwą płomieni padło wtedy 78 domów, 71 gospodarstw, ratusz i wszystkie kościoły. 215 rodzin pozostało bez dachu nad głową. Odbudowa miasta zajęła ćwierć wieku. W 1618 r. w Viborgu spalono 2 kobiety osądzone w procesie czarownic. W 1627 r. miasto zostało splądrowane przez oddziały Wallensteina, a w 1644 r. było okupowane przez Szwedów. W 1769 r. przeprowadzono pierwszy duński spis powszechny, który wykazał 1 990 mieszkańców w Viborgu. W 1787 r. miasto miało 2572 mieszkańców.
W 1805 r., po utracie roli miasta sejmowego, Viborg traci spore wpływy związane z pobytem w mieście sejmikujących. W 1817 r. w Viborgu założono pierwszą bibliotekę publiczną na Jutlandii. Ponowny rozwój miasta nastąpił dopiero w II połowie XIX w. po wybudowaniu kolei (1863) i rozpoczęciu zagospodarowywania okolicznych wrzosowisk. W 1850 r. ludność miasta osiągnęła 4 039 mieszkańców. W 1864 r. podczas wojny o Szlezwik, miasto było okupowane przez Prusaków. W latach 1865–2001 w mieście stacjonował garnizon wojskowy. Od 1919 r. siedziba Zachodniego Sądu Okręgowego. W mieście znajduje się stacja kolejowa Viborg. Obecny budynek został wzniesiony w 1896 r. W 1939 r. miasto otrzymało dworzec autobusowy. W kwietniu 1940 Viborg został okupowany przez wojska niemieckie, które rozlokowały się w lokalnych koszarach. W 1943 r. przeprowadzono w mieście pierwszą akcję sabotażową wysadzając w powietrze 5 samochodów transportowych pozostających w służbie niemieckiej. Akcje sabotażowe były kontynuowane do końca wojny. W 1945 r. w mieście pojawili się uchodźcy z Niemiec, którzy zostali rozlokowani w budynkach użyteczności publicznej w Viborgu zanim po zakończeniu działań wojennych nie wysłano ich do obozów dla uchodźców. W 1956 r. Viborg przyjął grupę 368 uchodźców węgierskich.

## Zabytki
- Katedra (Domkirke) - oryginalna, trójnawowa w stylu romańskim rozpoczęta w 1130 r., ukończona ok. 50 lat później, gruntownie przebudowana w latach 1864-1875. Z oryginalnego kościoła, który został wtedy zburzony, zachowała się jedynie krypta. W 1901 r. wnętrze przebudowanej katedry ozdobione zostało freskami autorstwa Joakima Skovgaarda ilustrującymi sceny biblijne. Prace nad nimi ukończono w 1906 r., a zdobienie sklepienia świątyni w r. 1913. W katedrze przed głównym ołtarzem znajduje się grób króla Danii Eryka V, który został tutaj również koronowany w 1259 r.
- Kościół podominikański (Søndre Sogns kirke) - gotycki, wzmiankowany w 1246 r., niegdyś stanowił część zburzonego podczas reformacji klasztoru dominikanów.
- Muzeum Skovgaarda (Skovgaard Museet) - muzeum artysty, który ozdobił katedrę freskami na początku XX w. Muzeum mieści się w budynku dawnego ratusza z 1729 r.
- Muzeum Diecezjalne (Stiftsmuseum) - ekspozycja dotycząca historii miasta od czasów najdawniejszych po współczesne.
- Pałac biskupi (Bispegården) - z ok. 1728 r., zbudowany na miejscu wcześniejszego, który spłonął podczas wielkiego pożaru Viborga w 1726 r.
- Jutlandzkie Archiwum Krajowe (Landsarkivet for Nørrejylland) - z 1891 r. gromadzące archiwalia z terenu Jutlandii.
- Klasztor pofranciszkański (Gråbrødrekloster) - część budynków, które ocalały z istniejącego tutaj do reformacji klasztoru.

## Herb Viborga
Herb miasta nawiązuje do jego historii. W średniowieczu Viborg był miejscem zwoływania zgromadzenia krajowego, tzw. landstingu, na którym m.in. dokonywano obrzędu wybierania i obwoływania nowych królów. W polu złotym na tle czerwonych murów z kolumną pośrodku przedstawionych jest dwóch dysputujących ze sobą mężów w błękitnych szatach, co jest bezpośrednim nawiązaniem do sejmików, które odbywały się w mieście. W XVIII w. postacie posłów zastąpiono postaciami Adama i Ewy, a w miejsce kamiennej budowli w tle wkomponowano drzewo. Po 1869 r. naprawiono błąd i powrócono do oryginalnego herbu miasta. Pieczęć miejska w tej formie została oficjalnie zatwierdzona w 1938 r., a herb w 1971 r.

## Sport
Znajduje się tutaj klub piłkarski Viborg FF oraz klub piłki ręcznej Viborg HK.

## Miasta partnerskie
- Hobart, Australia
- Porvoo, Finlandia
- Dalvik, Islandia
- Mariampol, Litwa
- Hamar, Norwegia
- Lund, Szwecja
- Lüneburg, Niemcy
- Kecskemét, Węgry